# Transient Random-Noise Bursts With Announcements
Transient Random-Noise Bursts With Announcements es un álbum de estudio de la banda inglesa de post-rock Stereolab, editado en el año 1993. Fue el primer lanzamiento del grupo con un sello discográfico grande.
La versión original del LP tenía un sample de George Harrison en la canción "Pack Yr Romantic Mind", pero la banda tuvo que quitarlo y regrabar la canción, aunque Elektra ya había editado algunos promos con esa versión.

## Lista de temas
Todas las canciones fueron escritas por Laetitia Sadier y Tim Gane.
1. "Tone Burst" – 5:35
2. "Our Trinitone Blast" – 3:47
3. "Pack Yr Romantic Mind" – 5:06
4. "I'm Going Out of My Way" – 3:25
5. "Golden Ball" – 6:52
6. "Pause" – 5:23
7. "Jenny Ondioline" – 18:08
8. "Analogue Rock" – 4:13
9. "Crest" – 6:04
10. "Lock-Groove Lullaby" – 3:38